# Egil Søby
Egil Søby (n. 25 noiembrie 1945, Comuna Tønsberg, Vestfold, Norvegia) este un canoist ce a reprezentat Norvegia, medaliat olimpic. A participat la 2 ediții ale Jocurilor Olimpice (1968, 1972) în care a câștigat o medalie de aur și o medalie de bronz.